# الفن الإسكتلندي في العصور الوسطى

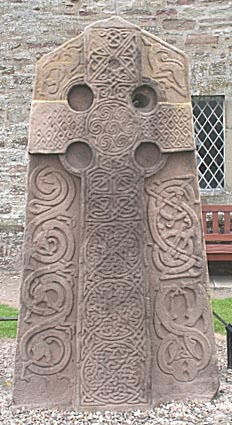

يشمل الفن الإسكتلندي في العصور الوسطى جميع أشكال الإنتاج الفني داخل حدود إسكتلندا الحديثة، بين القرن الخامس وبداية عصر النهضة في أوائل القرن السادس عشر. في أوائل العصور الوسطى، وُجدَت دلائل حضارية مادية مميزة في مختلف الاتحادات والممالك داخل ما يعرف الآن باسم إسكتلندا. كان الفن البكتي هو الأسلوب الوحيد في العصور الوسطى الإسكتلندية، ما زالت آثاره باقية من خلال الأحجار المنحوتة على نطاق واسع، خاصةً في شمال وشرق البلاد، والتي تحتوي على مجموعة متنوعة من الصور والأنماط المتكررة. ويمكن ملاحظة ذلك أيضًا في الأعمال المعدنية المتقنة التي نجَت في الكنوز المدفونة. شكّلت الأعمال الفنية الإسكتلندية الأيرلندية من مملكة دال رياتا مفترق طرق بين الحضارات، إذ تطوّر فيها النمط الجزيري.
يشير مصطلح الفن الجزيري إلى الأسلوب الفني الشائع الذي تطوّر في بريطانيا وأيرلندا في القرن الثامن، وأصبح مؤثرًا للغاية في أوروبا وساهم في تطوير الأساليب الرومانسكية والقوطية. يمكن رؤيته أيضًا في مجوهرات متقنة الصنع، استخدمت فيها الأحجار شبه الكريمة على نطاق واسع، كما في الصلبان المرتفعة المنحوتة والموجودة بشكل خاص في المرتفعات والجزر، وتتوزع في جميع أنحاء البلاد، وبشكل خاص أيضًا في المخطوطات المصورة والمزخرفة مثل كتاب كيلز، الذي قد بُدأ بالعمل عليه، أو أنشئ بالكامل في مركز الرهبانية في إيونا.
اعتمدت إسكتلندا الطراز الرومانسكي متأخرة نسبيًا، واحتفظت وأعادت إحياء عناصر أسلوبها بعد أن أصبح النمط القوطي هو المسيطر منذ بداية القرن الثالث عشر. الأعمال الفنية الإسكتلندية في القرون الوسطى العليا والمتأخرة كانت إما دينية بطبيعتها أو أعمال مصنوعة من المعادن والخشب، ولم تنجُ من تأثير الزمن. نماذج أعمال النحت في تلك الفترة موجودة كجزء من الهندسة المعمارية الكنسية، بما في ذلك التصميم الداخلي للكنيسة. ابتداءً من القرن الثالث عشر وُجدت أعداد كبيرة نسبيًا من التماثيل التذكارية. يمكن التعرّف على الحرف اليدوية الأصلية من خلال المجموعة المتنوعة من المعدّات.

## أوائل العصور الوسطى

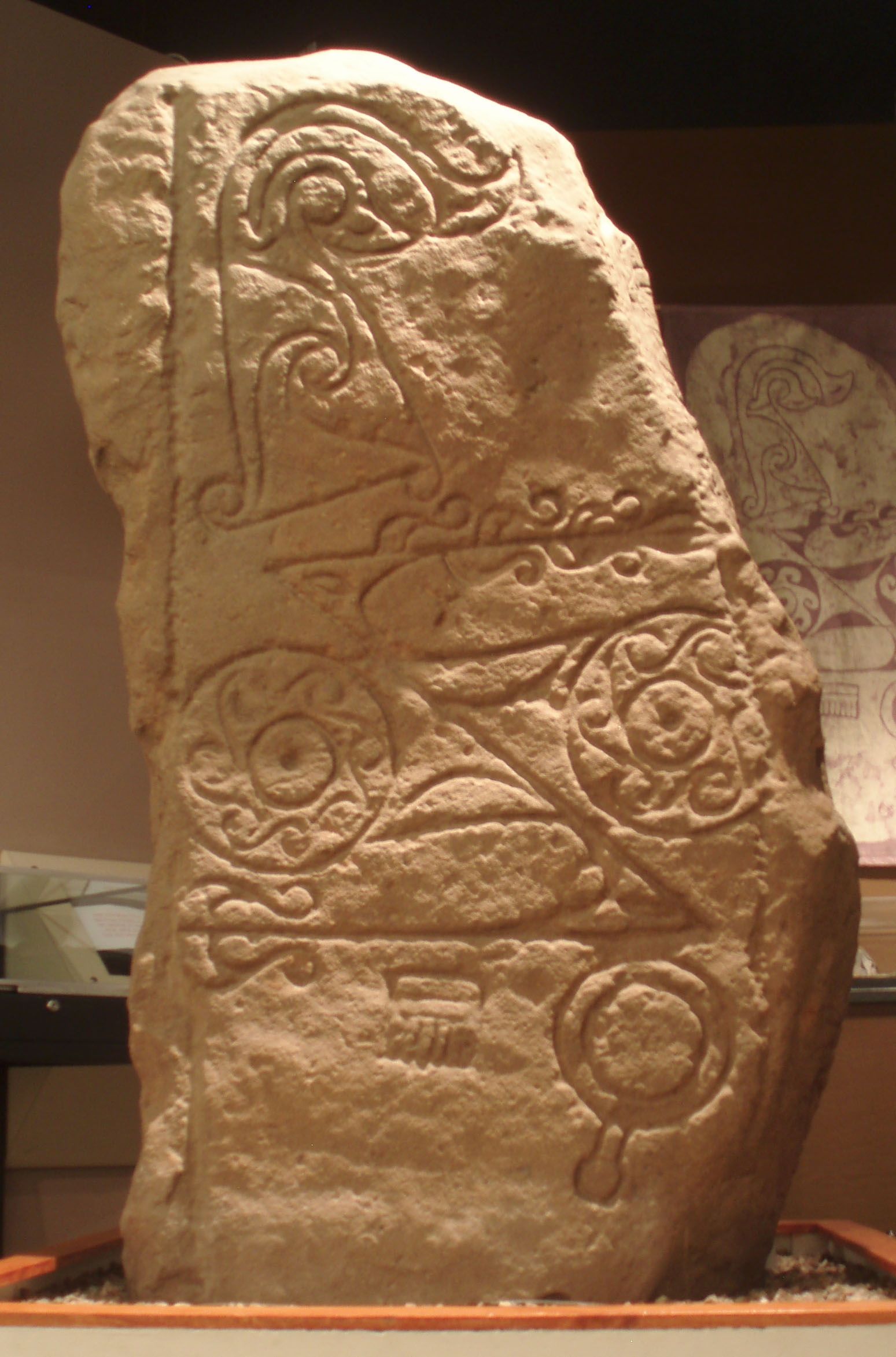
The Dunnichen Stone. Type I Pictish stone (incised symbols) found at Dunnichen, Angus, now on display at Meffan Institute, Forfar at the bottom : comb and mirror

### التماثيل الحجرية البيكيتة
هناك ما يقارب 250 تمثالاً حجرياً صنفها الباحثون إلى ثلاث مجموعات. المجموعة الأولى منها يُعتقد أنها تعود إلى القرن السابع وهي أكبر المجموعات من ناحية العدد. تماثيل المجموعة ذات أشكال عشوائية وتحتوي على رموز منقوشة لبعض الحيوانات كالسمك والوحش البيكيتي. وهناك أشياء أخرى كالمرايا والأمشاط والشوكات الرنانة ورموز أخرى مجردة سُميت بأسماء مختلفة مثل زيد-رود وفي-رود ودبل ديسك عثر عليها في منطقة خور فورث وصولاً إلى جزر شتلاند. تتمركز أكثر الموجودات في ساذرلاند حول منطقة أنفرنيس الحديثة وأبردين. وتعتبر تماثيل أبرلمنو في أنغوس ودنروبين في ساذرلاند مثالًا جيدًا على ذلك.
صُنعت أحجار الفئة الثانية بعناية على شكل ألواح يرجع تاريخها إلى ما بعد وصول المسيحية في القرنين الثامن والتاسع، إذ يحتوي كل منها على صليب في الجهة الأولى ومجموعة متنوعة من الرموز في الجهة الثانية. وعلى الرغم من كون أعمال هذه المجموعة أقل عدداً من المجموعة الأولى، إلا أنها انتشرت في بيكلاند الجنوبية في كل من بيرث وأنغوس وفايف. وكمثال على هذا تمثال موجود في قرية جلامس يحتوي على صليب مصنوع بحرفية من الحضارة الكلتية في الجهة الأمامية، وعلى الجانب الآخر، عليه رموز لرجلين وكائن القنطور وقدر حديدي ورأس غزالة. أما المجموعة الثالثة من الأعمال الحجرية فيُعتقد أنها تتداخل مع المجموعة الثانية إذ إن أغلبها عبارة عن ألواح مصنوعة بدقة وحرفية عالية وتحتوي على صلبان، بعضها يحتوي على مشاهد تصويرية ولكن تنقصها الرموز البيكيتية الاصطلاحية. وقد انتشرت هذه الأعمال بشكل واسع في المناطق الجنوبية.

### الأعمال المعدنية البيكيتية
عُثر على العديد من الأعمال الفنية المعدنية في بيكلاند إذ يُعتقد أن القبائل البكيتية القديمة كانت تملك كميات كبيرة من الفضة وقد حصلت عليها على الأغلب من سطوتها على المناطق الجنوبية أو كمبالغ دُفعت لها في سبيل منع تقدمها نحو الجنوب. يُعتقد أيضًا أن المخزون الهائل من الفضة الرومانية التي وجدت في هضبة ترابريان لاو قد حُصل عليه بإحدى هاتين الطريقتين. عُثر على أكبر مخزون للأعمال المعدنية البيكيتية القديمة سنة 1819 في نوريس لاو في منطقة فايف. ولكن لسوء الحظ، الكثير من هذا المخزون قد جرت إذابته وتضييعه. وقد عثر أيضاً على أكثر من عشر سلاسل فضية ثقيلة يصل طول بعضها إلى 0.5 متر (نحو 1,6 قدم) تعود إلى الفترة ذاتها، ومن بينها قلادة وايت كلو الشهيرة التي استُخدمت كقلادة ملتصقة بالرقبة. وكذلك كنز جزيرة سانت نينيان الذي يحتوي على 28 عملاً فضياً أو مطليًا بالفضة وتعتبر أفضل مجموعة من الأعمال البكيتية التي تعود للفترة المسيحية عندما تداخل الأسلوب البيكيتي للأعمال المعدنية والحجرية مع أساليب قبائل الجزر والأنجلو ساكسون والفايكينغ.

### الفن الأيرلندي-الإسكتلندي
اقترح توماس ريتشارد إيدواردز أن مملكة دالريادا هي الطريق الذي يربط بين الأساليب الفنية البيكتية والأيرلندية إذ احتفظ السكان الإسكتلنديون في قرية أرجيل بعلاقة طيبة مع الأيرلنديين. ويتجسد هذا في أعمال عثر عليها في قلعة دوناد حيث اختلطت العناصر البيكيتية والأيرلندية. يشمل هذا أيضاً أدلة دامغة على إنتاج قطع مشابهة لـ بروش هنترسون الذي عثر عليه في أيرشاير ويعتقد أنه قد تمت صناعته في دالريادا ولكنه يحتوي بعض العناصر ذات الأصل الأيرلندي. بالإضافة إلى ذلك، توجد موجودات أخرى من ضمنها بوق ووعاء مزخرف يمكن تعليقه وزخرفات لحيوانات محفورة على دلال الشرب تؤكد أن دالريادا كانت أحد مواقع تطور الأسلوب الجزيري. في القرنين الثامن والتاسع، كانت نخبة قبائل البيكيتيين ترتدي دبابيس تحتوي على فصوص مصنوعة في أيرلندا، وعلى سبيل المثال بروش بريدالبان الموجود في المتحف البريطاني. وكذلك تظهر في وعاء الذخائر المقدسة العائد للقرن الثامن عناصر تدل على مزج بين الأساليب البيكيتية والأيرلندية.

### الفن الأنجلو ساكسوني المبكر
تُعد الأعمال المبكرة التي تعتبر أمثلة على فن قبائل الأنجلو ساكسون بشكل كبير عبارة عن أعمال معدنية. وبشكل محدد، أساور ومشابك ومجوهرات عُثر عليها في بعض القبور الوثنية وكذلك في أعمال أخرى استثنائية مثل صندوق فرانكس المصنوع بطريقة معقدة للغاية، ويعتقد أن هذه الأعمال قد صُنعت في مملكة نورثمبريا في أوائل القرن الثامن وهي تجمع بين الزخارف الوثنية والكلاسيكية والمسيحية. هناك قبر وثني واحد معروف في إسكتلندا موجود في دالميني ميدلوثيان ويحتوي على قلائد ذات خرز مشابهة لتلك التي عثر عليها في جنوب انكلترا في القرن السابع. هناك موجودات أخرى تتضمن عملًا مصنوعًا من الذهب في دالميني متشكلًا على هيئة هرم مزخرف بطريقة مخرمة ويحتوي أيضاً على الغارنيت المشابه للسيوف الحربية التي عثر عليها في ساتون هوو. بعد انتشار المسيحية في القرن السابع، تداخلت الأساليب الفنية في نورثمبريا مع الأساليب الفنية في أيرلندا وإسكتلندا لتصبح جزءاً من الأسلوب الشائع الذي سماه المؤرخون بـ الأسلوب الجزيري أو أسلوب الهيبرنو-ساكسون.

### الفن الجزيري
إن أهم المقتنيات التي عثر عليها هي إما مجوهرات من ضمنها قطع كبيرة بارزة كان يرتديها الذكور أو أدوات تستخدم للمائدة. ومن أبرز الأعمال الكنسية هي التي صُنعت على الأغلب من قبل كهنة علمانيين ذوي أصول ملكية، وهناك قطع أخرى صنعها عمال تابعون للرهبان.
يوجد أيضاً عدد من الدبابيس كبيرة الحجم المتنوعة والمتفردة في تصاميمها والمصنوعة من قبل أشخاص مختلفين. فقد استُخدمت العديد من العناصر المستخدمة في تصميمها أيضاً في تصميم المخطوطات. أما الأحجار المستخدمة في هذه التصاميم فالكثير منها أحجار ثمينة كالعقيق والكريستال والغرانيت. ويستخدم أيضاً الزجاج الملون وطلاء المينا وزجاج الميليفيوري الذي جرى استيراده من دول أخرى غالبًا. لم تحافظ أي من مخطوطات هذه الفترة مثل كتاب كيلز على أغلفتها المعدنية المرصعة بالجواهر، ولكن هناك أدلة تاريخية تشير إلى أنها كانت مصممة بأغلفة تشبه في روعتها أغلفة الموجودات الأخرى.
من أهم منحوتات هذه الفترة هي الصلبان العالية، وهي صلبان حجرية عالية محفورة بنقوش مختلفة من الرمزيات الدينية واقتباسات من الكتاب المقدس.
ويعتقد أن هذا التقليد قد بدأ في أيرلندا أو إنكلترا الأنجلو ساكسونية وتوسع بعد ذلك إلى إسكتلندا. أغلب هذه الصلبان مصنوعة من الصخور ولكن هناك أدلة على أن بعضها قد يكون مصنوعًا من الخشب. توجد الرمزية الدينية في إسكتلندا بشكل أقل من شيوعها في أيرلندا ولكن موضوع الملك داوود يتكرر باستمرار في هذه الأعمال.
أما في الشرق، فيظهر أثر النحت البيكيتي بشكل واضح خاصة في مناطق استقرار قبائل الفايكنج، حيث توجد العديد من الصلبان التي تحمل نقوشاً اسكندنافية الأصل تعود للفترة بين القرن العاشر والقرن الثاني عشر وهي مخلوطة في كثير من الأحيان بأساليب محلية. من أهم الأمثلة على هذه الأعمال الفنية العائدة إلى القرن الثامن صليب سانت مارتن في لونا وصليب كيلدالتون وصليب روثويل العائد لقبائل الأنجلو ساكسون. كان لهذا الفن أثر كبير على الفن في أوروبا الوسطى وخصوصاً الفنون الزخرفية في الأساليب الرومانسية والقوطية.